# Prezidentský řád
Prezidentský řád (anglicky Presidential Order of Botswana) je nejvyšší státní vyznamenání Botswanské republiky.

## Historie
Řád byl založen za účelem odměnit ty, jež přispěli k dobru národa ve vlasti i v zahraničí. Řád je udílen úřadujícím prezidentem republiky a může být udělen i cizím hlavám států na znamení přátelství.

## Insignie
Řádový odznak má podobu barevně smaltovaného státního znaku Botswany. Řádová hvězda je osmicípá, s jednotlivými cípy složenými z různě dlouhých paprsků. Uprostřed je položen řádový odznak.
Stuha je světle modrá s bílým pruhem uprostřed, kterým prochází úzký pruh tmavě modré barvy.